# Cantón de Osa
Osa es el cantón número 5 de la provincia de Puntarenas, en la costa del océano Pacífico de Costa Rica. Se ubica al sureste del país, en la Región Brunca. Posee una superficie de 1930.24 km², lo que lo hace el sexto cantón de mayor área del país, y el segundo más extenso de la provincia de Puntarenas. Limita al norte con los cantones de Pérez Zeledón y Buenos Aires, al sureste con los cantones de Golfito y Puerto Jiménez y el golfo Dulce, y al oeste con el océano Pacífico. Su fundación data del 26 de junio de 1914. Se encuentra dividido en 6 distritos. Su cabecera, con categoría de ciudad es Puerto Cortés, la cual a su vez es la mayor aglomeración urbana del canton de Osa, sin embargo el distrito más poblado es Palmar . Su economía está basada en el turismo, la agroindustria y el comercio.  Por Palmar Norte pasan vías como la Carretera Interamericana que conecta Osa hacia el sur con Golfito, Corredores y Paso Canoas (frontera entre Panamá y Costa Rica), y hacia el norte con Buenos Aires de Puntarenas. También pasa la importante ruta 34, conocida como Carretera Costanera, que comunica con San Isidro del General y la capital del país San José.
En Osa se ubica el manglar Térraba-Sierpe, uno de los más importantes de Costa Rica, así como el parque nacional marino Ballena y la reserva biológica isla del Caño. También se encuentran cuatro sitios arqueológicos que contienen esferas de piedra precolombinas, los cuales han sido declarados Patrimonio de la Humanidad por la Unesco. En 2017, Osa se convirtió en el primer cantón de Costa Rica en eliminar el plástico de sus comercios, restaurantes, bares y otros locales, reemplazándolos por otros productos biodegradables a base de bambú, tela, almidones y cereales.

## Toponimia
El nombre del cantón es en honor al Cacique Osa, quien reinaba a los amerindios térrabas, mismos que en los inicios de la Conquista habitaban en la zona próxima al litoral, la cual en documentos de 1563 se cita como Golfo Dosa, hoy Golfo Dulce. 

## Historia
En la época precolombina el territorio que actualmente corresponde al cantón de Osa, estuvo habitado por amerindios del llamado grupo de los Bruncas, los cuales dejaron legados como las esferas de piedra y calzadas, y que en los inicios de la Conquista eran gobernados por el cacique Osa, pues según el relato elaborado por Andrés de Cereceda, del viaje efectuado por Gil González Dávila, se hallaban a ocho leguas (unos 45 kilómetros) de Punta Burica. El descubrimiento de la región fue efectuado por Gil González Dávila, en el año de 1522, cuando realizó el primer recorrido por tierra del territorio nacional, desde el sector sureste hasta el poblado indígena Avancari, hoy llamado Abangaritos, ubicado en el Municipio Central de Puntarenas. En 1563 pasó por la zona Juan Vázquez de Coronado, y hasta 1895 se construyó, en el litoral del golfo Dulce, la primera ermita. 
Durante el arzobispado de Monseñor Rafael Otón Castro Jiménez, primer Arzobispo de Costa Rica, el 20 de agosto de 1938, se fundó la Parroquia dedicada a Nuestra Señora de Los Ángeles, la cual actualmente es sufragánea de la Diócesis de San Isidro de El General de la Provincia Eclesiástica de Costa Rica. 
A principios del siglo XX algunos italianos, chiricanos panameños, colombianos, a los cuales se le sumaron posteriormente, entre 1912 y 1915, unos pocos costarricenses, formaron el caserío de El Pozo (llamado así porque con la caída de fuertes lluvias constantemente se inundaba), hoy Puerto Cortés, donde se dedicaban al cultivo de arroz y a la ganadería. 
Fue mediante Ley n.º 31 del 26 de junio de 1914, se creó el cantón de Osa, teniendo como cabecera la aldea de Buenos Aires, que se le confirió la categoría de Villa, el cual cubría un área de 7.623 km², un 15% del territorio nacional. El primer Concejo Municipal de Osa , que sesionó en 1915, en villa Buenos Aires, estuvo integrado por los regidores propietarios, señores Emilio Ortiz, Natividad Vidal y Felipe Méndez. El Secretario Municipal fue Francisco Lago y el Jefe Político Pío Acuña Chaves.
En la división territorial para efectos administrativos, mediante la Ley n.º 20 del 18 de octubre de 1915, el puerto fluvial de El Pozo, aparece como barrio del distrito cuarto del cantón de Osa, puerto que fue la principal y casi única vía de comunicación, en esa época, ya que para llegar a la región desde el puerto de Puntarenas, se hacía a través de embarcaciones que entraban desde el mar por la desembocadura del río Térraba. 
En marzo de 1915, en la administración de Alfredo González Flores, se construyeron dos escuelas, una en el caserío El Pozo, la cual actualmente se denomina Escuela Nieborowsky; y otra en El Palmar de los Indios, hoy Palmar Norte, con el nombre de Escuela Castañeda que, en la década de los cincuenta, se bautizó con el nombre de Eduardo Garnier. El Colegio Técnico Profesional Agropecuario de Osa, inició sus actividades docentes en 1962, en el gobierno de Mario Echandi Jiménez. 
En la década de los años treinta del siglo pasado, la Municipalidad de Osa, en atención a la solicitud formulada por la Liga Progresista de cambiar el nombre del distrito y del poblado de El Pozo, remitió petición al Poder Ejecutivo; quien mediante acuerdo n.º 121 del 14 de septiembre de 1934, aprobó que en el futuro se denominara al distrito Cortés y el poblado Puerto Cortés.
A partir de 1938, la United Fruit Company, que había abandonado sus plantaciones en el litoral Caribe, inició su programa de cultivo de bananos en el Pacífico Sureste, instalando oficinas administrativas en la margen sur del río Térraba, lugar que fue llamado La Administración. Posteriormente la Compañía estableció su centro de operaciones en el lugar que se denominó Palmar, construyendo un campo de aterrizaje, dispensario y viviendas para sus trabajadores, aledaño a los terrenos de las fincas que dedicó a la producción de banano. 
En el sitio conocido como Palmar de los Indios, luego Palmar de Castañeda y por último Palmar Norte, se fue asentando población civil; que en la administración de León Cortés Castro construyó su cuadrante y comenzó a establecerse lentamente. 
Mediante la Ley n.º 185 del 29 de julio de 1940, el cantón de Osa, tercero de la Provincia de Puntarenas, se dividió en dos unidades administrativas; un Municipio con cabecera en la población de Buenos Aires, mismo que tenía cinco distritos, otro Municipio con cabecera en Puerto Cortés, mismo que contaba con seis distritos; luego en Ley n.º 227 del 13 de agosto del mismo año, se dispuso que el quinto municipio llevara el nombre de cantón de Osa. En el Decreto Ejecutivo n.º 26 sobre División Territorial Administrativa, del 28 de junio de 1957 a Puerto Cortés se le concedió la categoría de villa; luego el 13 de septiembre del mismo año, en la primera administración de José Figueres Ferrer, se decretó la Ley n.º 2155, que le confirió a la villa el título de ciudad.

### Apuntes históricos
El Cantón de Osa se encuentra ubicado en las siguientes coordenadas: 09 grados 57’39” latitud norte y 83 grados 30’39” longitud oeste.  Limita al Este con el Cantón de Aguirre, al Norte y Noroeste con los cantones de Pérez Zeledón y Buenos Aires, al Sur y Oeste con el Cantón de Golfito.   La anchura máxima es de 95kms en dirección Noreste y Sureste, desde el margen sur del río Barú en su confluencia con el río Guabo, hasta la unión de los ríos Esquinas y Bonito.
El ingreso de la Compañía Bananera a la zona, a mediados de la década de 1930, hizo que poblados como El Pozo (Puerto Cortés), tomaran una fisonomía distinta, atrayendo simultáneamente a muchos costarricenses deseosos de establecer fincas bananeras.
Sería a partir de 1938 que la United Fruit Company (UFCO), centraría definitivamente sus actividades en el Pacífico Sur, atraída por tierras de muy buena calidad y por la posibilidad de pagar salarios más bajos, abandonando así la región caribeña.
Tal y como había ocurrido en la región del Caribe, la llegada de la bananera supuso fuertes cambios en el paisaje de la zona y poblados inmediatos. La United Fruit Company se instaló en un lugar denominado Palmar Sur y allí construyó un campo de aterrizaje, un dispensario médico y viviendas para los trabajadores de la compañía.
Propició, además, la creación de los distritos de Palmar, Golfito y Coto Colorado, dándole a Puerto Jiménez el carácter de centro administrativo lo que, a su vez, generó un desarrollo de la agricultura en las cercanías del puerto, reproduciéndose esto a lo largo de la Península.
Otras consecuencias fueron el desalojo y la emigración de pobladores indígenas de la región de Palmar y el asentamiento de una mayor cantidad de colonos "blancos".
Si Palmar Sur llegó a ser el centro de operaciones de la bananera, Palmar Norte -la comunidad más cercana-, se convirtió en el centro de recreación y esparcimiento de los trabajadores bananeros, lo cual conllevó a la construcción de cuadrantes en esa zona.
Al inicio de la instalación de la bananera en el Pacífico Sur y hasta aproximadamente los años 60, las viviendas construidas por la Compañía Bananera en el territorio de las plantaciones mantenía una división jerárquica sociolaboral, parecida a la creada en las plantaciones del Caribe: una "zona americana" para los estadounidenses y algunos nacionales de alto rango; la "zona amarilla", para trabajadores de grado intermedio; y la "zona gris" para el resto de trabajadores y peones.
Para este orden la Compañía suplía los servicios básicos como hospitales, dispensarios médicos, escuelas, comisariatos, centros sociales y plazas de deporte, entre otros.

## Aspectos físicos

### Geología
El cantón de Osa está constituido geológicamente por materiales de los períodos Cretácico, Terciario y Cuaternario, siendo las rocas sedimentarias del Cuaternario las que predominan en la región. Del período Cretácico se encuentran rocas de origen volcánico, las cuales están agrupadas bajo el nombre de complejo de Nicoya, compuesto de grauwacas macizas, compactas de color gris oscuro ftanitas, lutitas ftaníticas, calizas silíceas afaníticas, lavas con almohadillas y aglomerados de basalto e intrusiones de gabros, diabasas y dioritas, el cual se localiza en las filas Sábalo, Cal, Esquinas, Aguacate, Ganado y Guerra, en los cerros Chocuaco, Brujo, Helado y Rancho Quemado; lo mismo que en isla Violín, el sector entre las puntas Agujitas y Llorona el sector aledaño a la confluencia de los ríos Brujo y Corcovado, así como en las márgenes del curso superior del río Chocuaco, en las cercanías del poblado Rincón y de finca Florida.
Entre los materiales del período Terciario se hallan rocas de origen sedimentario c intrusivo. Las sedimentarias de las épocas Eoceno Paleoceno, Oligoceno Mioceno, Mioceno y Plioceno Pleistoceno; que a la primera corresponde a las Calizas de la formación Brito, la cual está constituida por areniscas calcáreas, margas, areniscas con intercalaciones tobáceas y arcillosas, lutitas, tobas y brechas de material volcánico, intercaladas con estratos lutáceos, lutitas pardas con restos de plantas, tobas y brechas fosilíferas, calizas con orbitoides, que se sitúa desde el sector al sur de fila Grisera hasta el sitio Bajura; lo mismo que al norte de finca Uno y de finca 18, al este v noroeste del poblado de Villa Colón; así como en una franja en la parte norte del cantón. Las rocas sedimentarias del Oligoceno Mioceno pertenecen a la formación Térraba y a las unidades Lagarto y Zapote; la formación Térraba, se compone de lutitas de gris a negra, en parte con pirita, limolitas, areniscas tobáceas, conglomerado y turbidita se ubica desde fila Cariblanco hasta el poblado Balsar, próximo al límite con la provincia de San José; la unidad Lagarto se define como la facie proximal de las turbiditas, con predominio de conglomerados y areniscas, con depósitos de canales turbidíticos; se encuentra en un pequeño sector al norte de la región, próximo al límite con el cantón de Buenos Aires, la unidad Zapote, consiste en facies de turbiditas intermedia, se define por la alternancia de areniscas, limolitas y arcillolitas, con intercalaciones de productos del vulcanismo submarino (aglomerados, brechas, vulcarenitas y conglomerados volcánicos) se ubica desde la ladera norte de fila Grisera hasta el sector norte del sitio Bajuras, lo mismo que una franja al noreste de la región, próximo al límite con los cantones de Buenos Aires y Golfito, así como en el área al oeste del poblado Balsar y al sur de fila Retinto.
Las rocas sedimentarias de la época Mioceno, están representadas por la formación Charco Azul la cual está constituida por lutitas gris verdosa con intercalaciones de arenisca de grano medio o grueso y turbiditas, que se ubica al oeste y noroeste de finca Quebrada Sucia, así como en el sitio Cerritos. Las sedimentarias del Plioceno Pleistoceno corresponde a la formación Puerto Armuelles y a materiales Piedemonte; la primera está constituida por conglomerados de matriz arcillosa, que se estratifica con areniscas guijarrosas, gris verdosa, lutitas limosas y conglomerado basal con bloques andesíticos y basálticos, que se ubica en la zona comprendida por el sector al este del poblado San Pedrito, el cerro Brujo, sitio Las Galletas y el río Cerro Brujo; lo mismo que al sur del cerro Chocuaco,.y sector norte de la confluencia del río Pavón y quebrada Vaquedaño; los materiales Piedemonte se encuentran al noroeste del poblado Olla Cero y una franja en la parte norte del cantón. Las rocas intrusivas de la época Mioceno pertenecen a los intrusivos ácidos de la Cordillera de Talamanca, tales como dioritas cuárcicas y granodioritas, también gabros y granitos, los cuales se sitúan en fila Grisera, así como en la ladera sur de las filas Retinto y Sinancra.
Del período Cuaternario se encuentran rocas de origen sedimentario de la época Holoceno, las cuales corresponden a pantanos y depósitos fluviales, coluviales y costeros recientes; el primero se encuentra en la zona comprendida por las villas Sierpe, Palmar Norte; los poblados San Buenaventura, Ojo de Agua y la Finca 18; lo mismo en el sector aledaño al litoral Pacífico, situado en la península de Osa, así como en el área aledaña a la laguna Arocuaco, poblado Potrero y sector sur de la anterior laguna y poblado; y la segunda se localiza en las proximidades de los esteros que se ubican desde la desembocadura del río Térraba hasta el sector norte de finca Florida; así como al este de villa Sierpe, las fincas Guanacaste, al sur de la 18 y en las cercanías de laguna Sierpe. 

### Geomorfología
El cantón Osa presenta cinco unidades geomórficas, denominadas forma de origen tectónico y erosivo, de sedimentación aluvial, de denudación, de origen estructural, y litoral de origen marino.
La unidad de origen tectónico y erosivo se divide en cinco subunidades, llamadas fila Brunqueña, serranías de Península de Osa, cerros que bordean golfo Dulce por el norte y el noreste, depresión tectónica de Corcovado y depresión tectónica de la Laguna de Chocuaco. La subunidad fila Brunqueña, se encuentra entre el sector al norte del poblado Dominical y fila Cariblanco, lo mismo desde el poblado Santa Elena hasta el sector al este del de Tres Ríos y de este último a la confluencia del río Térraba y quebrada Grande, así como en fila Crisera, en la ladera sur de las filas Huacas, Sankraua Cruces, también en pequeños sectores al norte del cantón próximo al límite del mismo; esta subunidad se orienta de acuerdo con la dirección estratigráfica de las rocas sedimentarias que la forman, la pendiente es fuerte con un pequeño escalón entre los 400 y 50 metros de elevación; su sistema de drenaje se aproxima al dendrítico, muy poco desarrollado y algo afectado por fracturas; las diferencias de relieve son grandes y entre fondo, valle y cima frecuentemente hay de 100 a 200 metros; esta subunidad se compone de rocas de las formaciones Caliza de Brito, Térraba, Zapote y Piedemonte con algunas intrusiones, las rocas son areniscas de grano medio a fino, lutitas arcillosas y calizas, su origen se debe al levantamiento desde el fondo oceánico, de un bloque de corteza, este bloque ascendió a lo largo de fallas inclinándose en las últimas etapas hacia el noreste la erosión fluvial terminó de modelar la subunidad, haciendo una selección en las rocas.
La subunidad serranías de península de Osa se ubica al oeste del poblado Rincón, al norte del de Charcos, al oeste de finca Quebrada Sucia; lo mismo que en las proximidades de las fincas Retiro, Sábalo, Ganado, los cerros Guerra, Chacuaco, Rancho Quemado, las márgenes de quebrada Vaquedano; así como en la zona comprendida por el cerro Brujo, sitio Las Galletas, área que drena el río Brujo y el litoral Pacífico; también el sector aledaño a fila Guerra e isla Violín; el patrón de drenaje de esta subunidad es rectangular o sea que está ajustado a la estructura de fallas que caracterizan la península; la dirección de las fallas es el mismo regional para Costa Rica, es decir noroeste a sureste y noreste a suroeste las laderas de los valles son muy empinadas, con pendientes mayores de 19°; las cimas son ligeramente planas pero angostas; la pendiente desciende paulatinamente hacia el litoral como si existiese un eje anticlinal al centro de la península, el núcleo de esta subunidad se compone de rocas del complejo de Nicoya sobre él con gran diferencia de edades, se localizan las formaciones Charco Azul y Armuelles; su génesis se debe al complejo de Nicoya, originado de un fondo oceánico profundo que emergió a nivel de una plataforma continental, en donde se depositó primero la formación Charco Azul y posteriormente la Armuelles, esta última de ambiente litoral; la emersión total expuso la subunidad a la meteorización y erosión; el ascenso fue tal que subió más del lado sureste y norte, ocasionalmente hacia el noreste.
La subunidad cerros que bordean golfo Dulce por el Norte y el Noreste, se sitúa al norte de bahía Rincón, en las filas Cal, Aguacate y Esquinas, la cual constituye una serie de cerros, que muestran un ajuste estructural de su sistema de drenaje como consecuencia de la serie de fallas y fracturas que lo atraviesan, el río Esquinas drena los cerros; el fondo de este valle es plano y el diseño del río en él pertenece al patrón meándrico; los límites de estos cerros hacia la llanura como hacia el golfo Dulce son muy irregulares, con gran cantidad de entradas de mar y salientes de los cerros hacia la llanura; lo anterior indica una topografía muy joven; las pendientes que forman los valles son muy pronunciadas de 26° y las diferencias de altura son de 300 metros; las divisorias son amplias y con cierta concordancia de elevaciones lo cual podría sugerir un antiguo período de erosión a esa altura, las rocas que dominan en esta subunidad son básicas, principalmente basaltos, posiblemente del complejo de Nicoya; además rocas sedimentarias silíceas como pedernales son frecuentes, lo mismo que calizas; su origen se explica al emerger un fragmento de corteza oceánica y quedar sujeto a las fuerzas erosivas de la atmósfera.
La subunidad depresión tectónica de Corcovado, se localiza al suroeste del cantón rodeado por la margen oeste del río Llorona margen sur del río Corcovado, al oeste de la laguna del mismo nombre del anterior río y el litoral, excluyendo el área de las lagunas de Corcovado y Buenavista.
La subunidad depresión tectónica de la Laguna de Chocuaco, se encuentra en las proximidades de la citada laguna. La unidad de sedimentación se divide en seis subunidades llamadas marismas, delta abanico del Río Térraba, pantano permanente o temporal, planicie aluvial con influencia marina cerca de la costa, planicie aluvial pequeña, y llanura aluvial Parrita Quepos. La subunidad marismas se encuentra en la zona comprendida por los poblados al sur de Punta Mala, al oeste de Potrero, al este de Puerte Escondido de Violín, cercanías de los esteros Rey, Cacao, Cantarrana y la isla Viuda; la cual presenta una topografía plana o ligeramente cóncava siempre con una comunicación directa con el mar; esta subunidad se compone de fracciones finas, como limo y arcilla; su origen es variado, pero siempre está en relación con terrenos de mal drenaje que están cerca del mar.
La subunidad delta abanico del Río Térraba se ubica en la zona aledaña a la carretera que va desde villa Palmar Norte hasta el poblado Coronado; lo mismo en las proximidades de Puerto Cortés, el poblado Delicias y sector noroeste del mismo; así como en la zona comprendida por villa Sierpe, los poblados Palmar Sur Camibar y las fincas Veinte Dieciocho, lo mismo en las fincas Santa Inés y Buenos Aires; la cual puede considerarse como una subdivisión del delta; la pendiente general es inferior a 1° y el corte que hace el río Térraba es de 10 metros bajo el terreno; hacia el pie de la fila Brunqueña se encuentran pequeños abanicos aluviales con una pendiente de unos 3°, esta subunidad se compone de material volcánico e intrusivo aunque también abundan los sedimentarios; es probable que al pie de la citada fila, las fracciones totales sean de roca sedimentaria, principalmente arenisca y lutita, la cual al meteorizarse originó un suelo bastante arcilloso con cierto contenido de arena; el marisma con la cual termina el delta, está formado en su mayor parte de fracciones finas limo arcillosas, su origen es aluvial pero su inicio fue subacuático, con el tiempo, el relleno fue lo suficientemente alto como para emerger y empezar a formar el abanico. La subunidad pantano permanente o temporal, se localiza en la zona comprendida por los poblados Taboguita, al norte de Chocuaco, las fincas Aguacate, al sur de Santa Inés y Dieciocho, y en las proximidades del lago Sierpe; así como al norte y al sur de laguna Tigre y en las cercanías del estero Negro; la subunidad constituye zonas de terreno plano, que suelen tener un microrrelieve de pequeñas ondulaciones; la cual se compone de un relleno de fragmentos líticos muy finos con dominancia de arcilla y limo y pequeños lentes arenoso; su origen se debe a rellenos por aportes fluviales.
La subunidad planicie aluvial con influencia marina cerca de la costa, se ubica entre el sector de los poblados Tortuga Arriba y Tortuga Abajo, también en las cercanías de los poblados Drake, Guerra y de los esteros Ganado y China. La subunidad planicie aluvial pequeña, se sitúa aledaño a los poblados Potrero, Sábalo, al sur de finca Buenos Aires y del estero Cantarrana, así como en las proximidades de las confluencias del río San Juan y quebrada Machaca con el río Chocuaco. La subunidad llanura aluvial Parrita Quepos, se localiza desde el poblado Dominical hasta el sector al norte de punta Dominical. La unidad de denudación originada en rocas sedimentarias y basálticas, está representada por las laderas muy empinadas y escarpadas de erosión, en la fila Brunqueña, la cual se ubica desde fila Guágara hasta la ladera sur de fila Sinancra y entre las filas Coobo y Cruces; representa una unidad alargada en dirección noroeste a sureste, la cual es interrumpida por el curso del río Térraba. Sus pendientes van desde la vertical a la de 30°. Su altura puede variar de los 300 a 800 metros sobre los terrenos vecinos. Está constituida por rocas principalmente sedimentarias y dentro de ellas abundan las calizas. También en algunos sectores está reforzada por la presencia de rocas intrusivas que se intercalan con los sedimentos o simplemente las cortan. La mayor parte de estas intrusiones son del tipo básico se supone que su origen está dado por una falla que corre en algún sitio al pie de la fila y ella es la responsable de su aspecto escarpado por el lado hacia el Pacífico. No obstante ha sido la erosión la que ha dado el aspecto final a la unidad al seleccionar los tipos de rocas y producir con ella las laderas más escarpadas, de mayor pendiente.
La unidad de origen estructural se divide en cuatro subunidades llamadas valle de falla del Río Esquinas, falla de Llorona, falla de Corcovado y falla del Río Térraba. La subunidad valle de la falla del Río Esquinas, se encuentra en ambos lados de la vía férrea, denominada Ferrocarril del Sur, desde el poblado Guaria hasta el sector al sur de finca Dieciocho, así como entre las fincas Guanacaste y Limón; el material de esta subunidad corresponde al relleno aluvial y coluvial; los fragmentos dominantes son sedimentarios con algunos basaltos, dentro de una matriz limo arcillosa y arenosa; su origen se debe al ascenso de dicha fila, a través de una o varias fallas paralelas permitió que se originara una depresión entre ella y parte del área más cercana de la que hoy es la península de Osa, la erosión terminó de modelar el valle y darle el aspecto actual. Las subunidades falla de Llorona, falla de Corcovado y falla del Río Térraba, se localizan las dos primeras al suroeste del cantón, próximo a los citados ríos, y la última al oeste de fila Coobo.
La unidad litoral de origen marino, está representada por el Tómbolo de Uvita, la cual se encuentra en las proximidades de playa Hermosa y finca Bahía. Su forma es de un triángulo con un vértice hacia el mar. Su superficie es plana horizontal con una máxima elevación de 10 metros al pie de la fila Brunqueña. El área está cruzada por muy pocos drenajes, lo que indica su permeabilidad. El último relleno que une tierra firme con el afloramiento rocoso mide 700 metros de largo por unos 50 metros de ancho en marea baja. Al unirse esta prolongación con tierra firme, se forma una zona pantanosa. Esta unidad se compone principalmente de arena con intercalaciones de limo y arcilla. Por encontrarse cerca de la citada fila se han cubierto de un ligero relleno de piedemonte, en el cual se encontraron fragmentos de rocas sedimentarias hasta el tamaño de bloques. El afloramiento rocoso en el mar, que ha dado origen al tómbolo, está formado de rocas sedimentarias como areniscas y lutitas muy duras. Su origen se debe a la presencia del afloramiento rocoso, cercano a la costa. Este se constituyó en un sitio de deflación del sistema de olas, ocasionando la precipitación de partículas, que poco a poco formaron un cordón hacia tierra firme.AltitudesLas elevaciones, en metros sobre el nivel medio del mar, del centro urbano de los distritos del cantón son las siguientes:Puerto Cortés 6, Villa Palmar Norte 26 y Villa Sierpe 8.

### Hidrografía
El sistema fluvial del cantón Osa corresponde a la vertiente del Pacífico, el cual pertenece a las cuencas de los ríos Península de Osa, Barú, Esquinas y Térraba. La primera es drenada por el río Sierpe, al que se le unen los ríos Salamá, Cañablancal, Chocuaco con su afluente San Juan, Tigre, Sábalo, Bonita, Tinoco, Culebra, y las quebradas Sábalo, Salto y Porvenir; lo mismo que por los ríos Drake, Agujas, Llorona, Corcovado y su afluente Brujo; los cuales desembocan en el océano Pacífico; así como por el río Rincón y su afluente Pavón, y las quebradas Aparicio y Chal, que desembocan en el golfo Dulce. Estos cursos de agua nacen en la región, en las filas Aguacate, Sábalo, Cal, Ganado, y en los cerros Brujo y Chocuaco; los cuales presentan un rumbo en varias direcciones. Los ríos Pavón, Rincón y Corcovado son límites con el distrito Jiménez del Cantón de Golfito. 
Se encuentran en la zona las lagunas Corcovado, Buenavista, Chocuaco, Sierpe, Porvenir y Tigre. La cuenca del río Barú es irrigarla por el río del mismo nombre y por los ríos Coronado, Punta Mala, Balso, Tortuga, Media Luna y Uvita con sus afluentes Ballena y Cortesal. Estos cursos de agua excepto el río Barú, nacen en la región, en las laderas sur de las filas Cariblanco, Guagara, Alivio, La Sierra, Margarita, Marítima y Alta; los cuales presentan una dirección de noreste a suroeste. El río Barú es límite con el cantón Aguirre. La cuenca del río Esquinas es drenada por el río del mismo nombre y sus afluentes los ríos Piedras Blancas y Olla 5, Ballestera y las quebradas Quinto, Guabo y Sambo. Estos cursos de agua nacen en la región, en las filas Cruces y Esquinas los cuales presentan un rumbo de norte a sur y de noreste a suroeste hasta desembocar en el golfo Dulce. El río Esquinas es límite con el cantón Golfito.La cuenca del río Térraba es irrigada por el río de igual nombre, así como por los ríos Shoabrá y Caño Bravo. Los dos anteriores nacen en el área, en las filas Huacas, Sankraua y Coquito. Los cursos de agua presentan un rumbo de sureste a noroeste y de este a oeste. El río Térraba es límite con el cantón de Buenos Aires.
En el cantón se encuentran parques naturales como el parque nacional Corcovado, parque nacional Marino Ballena y Piedras Blancas.

## División administrativa
Los distritos son:
1. Puerto Cortés
2. Palmar
3. Sierpe
4. Piedras Blancas
5. Bahía Ballena
6. Bahía Drake

## Demografía
Para el año 2022, Cantón de Osa cuenta con una población estimada de 36 088 habitantes, y para el último censo efectuado, en 2011, Cantón de Osa contaba con una población de 29 433 habitantes.
De acuerdo al censo Nacional del 2011, la población del cantón era de 29 433 habitantes, de los cuales, el 4,1 % nació en el extranjero. El mismo censo destaca que había 8904 viviendas ocupadas, de las cuales, el 43,2 % se encontraba en buen estado y había problemas de hacinamiento en el 6,3% de las viviendas. El 38,0% de sus habitantes vivían en áreas urbanas.
Entre otros datos, el nivel de alfabetismo del cantón es del 95,3%, con una escolaridad promedio de 6,8 años.

## Economía
A partir del 2000 empezó un crecimiento de la construcción de hoteles y condominios además de la construcción de terrazas, lo cual ha impulsado el desarrollo de centros comerciales.
El censo nacional de 2011 detalla que la población económicamente activa se distribuye de la siguiente manera:
- Sector Primario: 27,9 %
- Sector Secundario: 13,3 %
- Sector Terciario: 58,8 %

### Industria
En el cantón se desarrolla la industria agropecuaria una de las más importantes de cantón en especial la industria de cosecha y procesado de palma africana.

### Turismo
El cantón de Osa es uno de los destinos favoritos de turistas en la zona sur de Costa Rica debido a su gran cantidad de oportunidades de diversión que hay en el cantón. Entre ellas las vistas panorámicas de las montañas de Muñeco en Cortés y el canopy tour y sus innumerables playas, como la playa Arco y playa Ventanas.

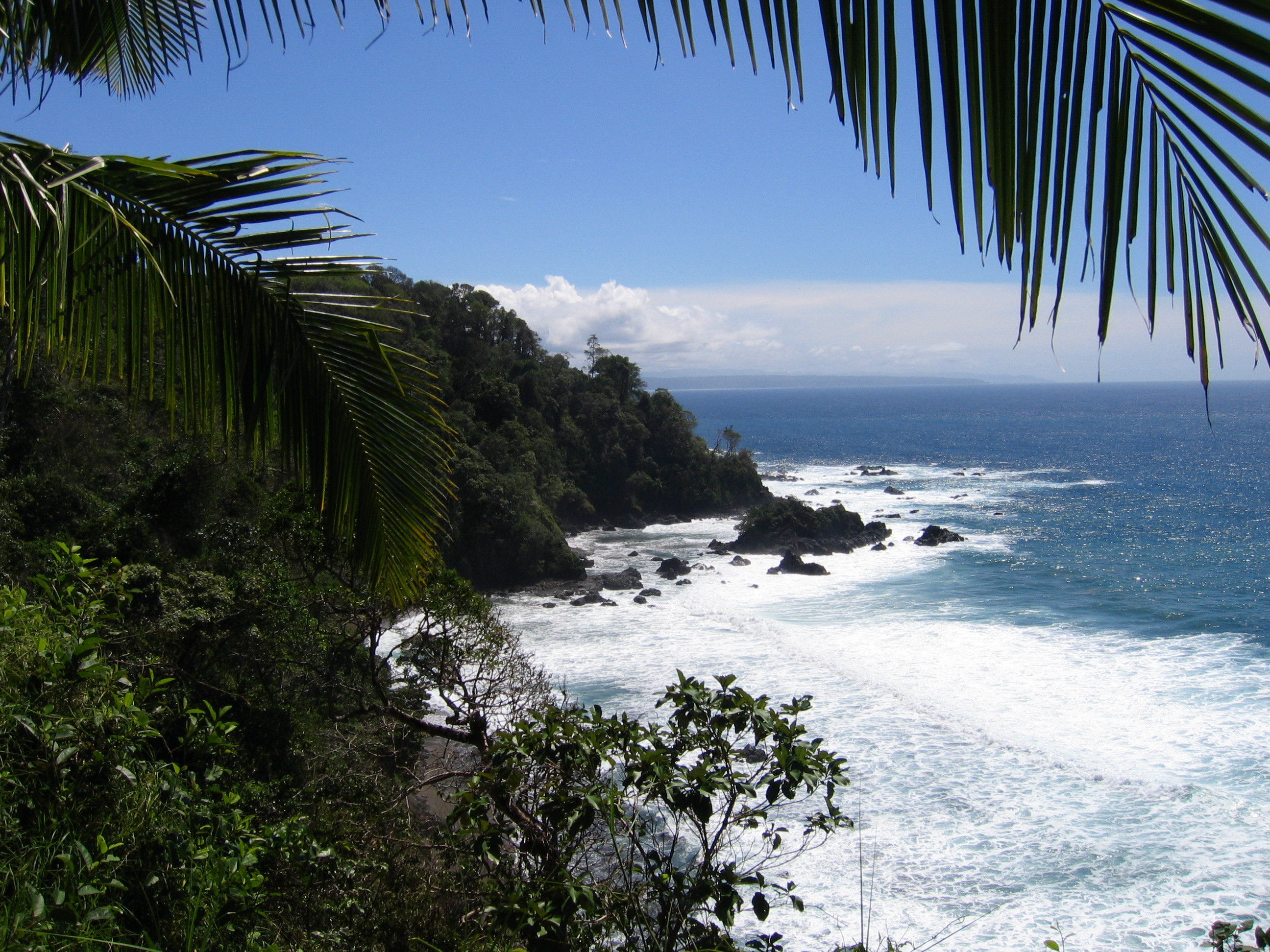
Isla del caño.

La reserva biológica Isla del Caño se localiza a 16 km al noroeste de la Península de Osa.

## Cultura

### Arqueología
El Sitio arqueológico Finca 6, Patrimonio de la Humanidad, se encuentra en el distrito de Palmar de este cantón, en este se encuentran las esferas de piedra.
Osa fue declarado  en 1994, cantón de Interés Arqueológico según Decreto Ejecutivo 23387-C, publicado en la Gaceta n.º 119, esto lo convirtió en el tercer cantón del país con tener este distintivo. Palmar Norte y Palmar sur, es una de las áreas arqueológicas en el pacífico sur de mayor relevancia en Costa Rica. 
Con el objetivo de rescatar el significado y la tradición de estas esferas, el Museo Nacional en coordinación con la Municipalidad de Osa y los grupos organizados de la zona celebran desde el año 2005 el Festival de las Esferas.

### Arte
Existen algunos pintores como Yorjanny Trejos Rodríguez y Julissa López Murillo que han contribuido al desarrollo del arte en el cantón, donde se desarrollan talleres de actividades culturales todos los años.

### Días Festivos
En el Municipio se desarrollan actividades tales como:
El Festival de la Luz, celebrado el primer sábado de diciembre el cual también se desarrolla en otros municipios del país.
El viacrucis del 2 de agosto en honor a la patrona Virgen de Los Ángeles, de la catedral de Cortés.
El Festival de las Esferas, celebrado en Palmar Sur, específicamente en el Parque de Palmar Sur el cual une a los Poblados de Palmar Norte y Palmar Sur y a los habitantes del cantón de Osa en general. Es organizado por el Museo Nacional de Costa Rica, la Municipalidad de Osa y la Asociación de Desarrollo Integral de Palmar Sur. Se realiza en el mes de marzo, en los días cercanos al 21 de marzo (Equinoccio). Es una fiesta en torno al tema de las esferas precolombinas.

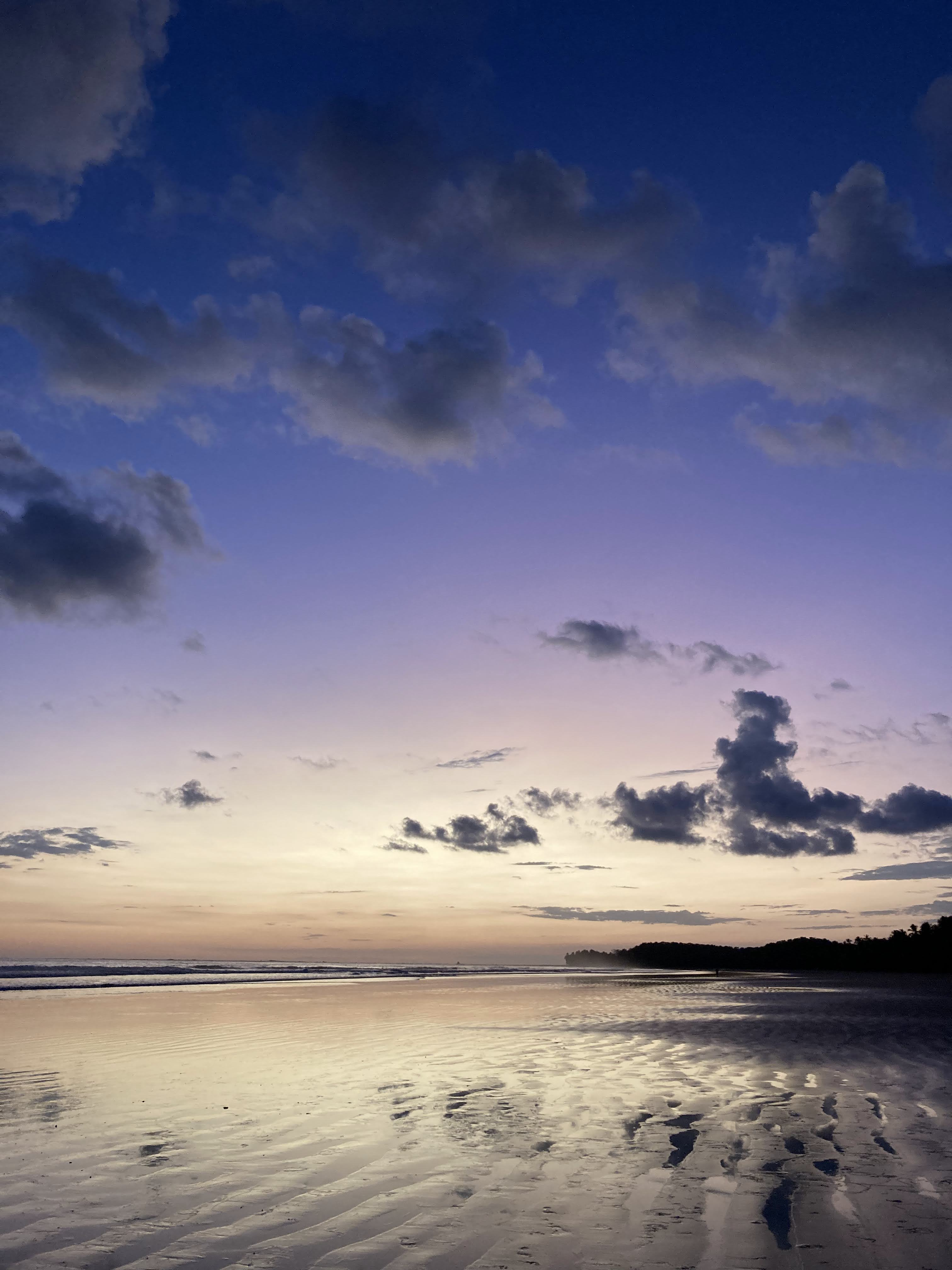
Atardecer en playa Uvita

El Festival Ballenas y Delfines celebrado el primer y segundo fin de semana de septiembre en Bahía Ballenas, cuyo Objetivo es fomentar el turismo
Las Fiestas en Lourdes en Puerto Cortés, donde se realizan Corridas de Toros, Juegos Mecánicos, Concursos de Canto y Baile, Tope, etc.
El Festival de la Luna Llena celebrado a media noche en Bahía Drake, un tipo de Festival Ancestral Espiritual de los Bruncas, en honor a los Espíritus de la Luna y el Océano.
El Solsticio de Invierno, Celebrado el 21 de diciembre por los Bruncas, es el día más corto del Año en el que "Se borra la línea entre el mundo Espiritual y el mundo Natural", cuenta la leyenda que en este día los Espíritus pueden cruzar al nuestro mundo y llevar las almas de quienes deseen, entendiendo claro que existen Espíritus del Bien y del Mal, de la Naturaleza y la Oscuridad entre otros

### Deportes
El Municipal Osa es un equipo con sede en Puerto Cortés, y juega en la Segunda División de Costa Rica. También se desarrollan otras actividades deportivas como el fútbol 5 donde actualmente el equipo local juega en la Segunda División de Costa Rica.
Además se dan carreras de motocross en el Distrito de Palmar y en Vecindarios de Puerto Cortés (Ojo de Agua, Canadá, las Giraldas), mientras que en la Bahía Ballena (Especialmente en los poblados de Dominical, Uvita, Coronado y El Oleaje) se practican el surf, la pesca deportiva, buceo, competencias de natación y varias actividades de índole acuático, mismas que se practican en la Bahía Drake.

## Política
La municipalidad de Osa concede plazas a 5 regidores que en el 2002 resultaron elegidos así:
- 1 de Partido Renovación Costarricense
- 2 de Partido Unidad Social Cristiana
- 1 de Partido Acción Ciudadana
- 1 de Partido Liberación Nacional

En el 2006 resultan así:
- 1 del Movimiento Libertario
- 1 de Partido Acción Ciudadana
- 2 de Partido Liberación Nacional
- 1 de Partido Unidad Social Cristiana

Renovación Costarricense perdió su campo frente al Movimiento Libertario, pero ganó uno en el cantón de Corredores, donde no había ganado regidores en el 2002.

## Nativos del cantón
- Wálter "El Paté" Centeno (nacido en Palmar Sur), jugador del Deportivo Saprissa y la Selección de fútbol de Costa Rica